# Иоахим III Фридрих (курфюрст Бранденбурга)
Иоахим Фридрих Бранденбургский (нем. Joachim Friedrich von Brandenburg; 27 января 1546, Кёльн — 18 июля 1608, Кёпеник) — курфюрст бранденбургский, представитель династии Гогенцоллернов. Внук Иоахима II Гектора и сын курфюрста Иоганна Георга.

## Биография
С 1566 года правитель Магдебурга. Став в 1598 году курфюрстом, он в 1599 году вопреки отцовскому завещанию, требовавшему дележа бранденбургских владений, провёл семейный договор, установивший их нераздельность. Внутри государства Иоахим тщетно боролся с притязаниями сословий, привилегии которых в 1602 году ему пришлось подтвердить.

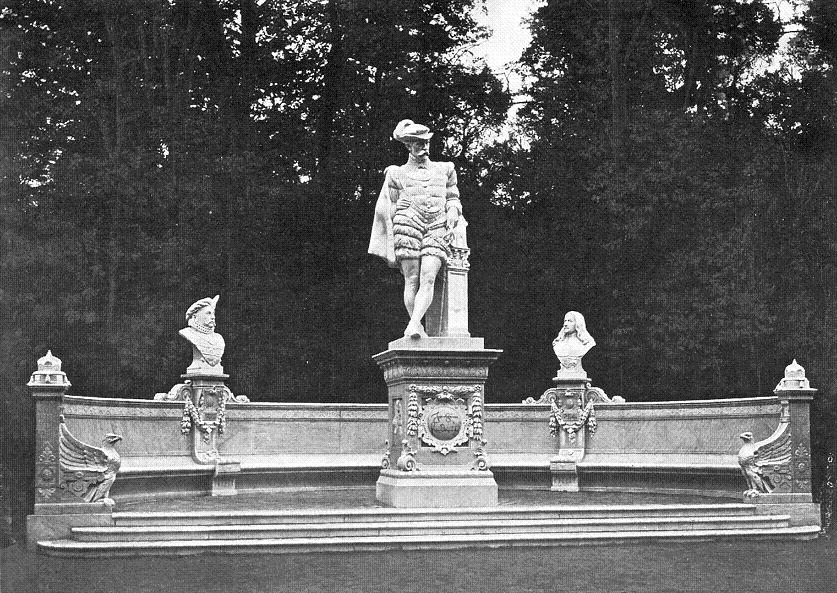
Скульптурный портрет Иоахима III Фридриха на Зигесаллее в Берлине. 1900

Второй женой Иоахима Фридриха стала Элеонора Прусская (1583—1607), дочь герцога Пруссии Альбрехта Фридриха. Из-за душевной болезни герцога Иоахим Фридрих в 1603 году стал регентом Пруссии и опекуном герцога, а позднее получил от Польши согласие на наследование власти в Пруссии. Курфюрст сделал взнос в польскую казну и предоставил значительные поблажки прусским католикам. Однако ему было запрещено посещать Пруссию без разрешения польского короля, поэтому в Пруссии он не был.
После смерти бездетного Георга Фридриха I в 1603 Иоахим Фридрих получил по дарственной силезское герцогство Егерндорф. В 1606 он передал его сыну Иоганну Георгу.
В 1607 Иоахим Фридрих основал в Иоахимстале княжескую школу (гимназию) для одарённых мальчиков, которая с 1636 находилась в Берлине, а с 1912 — в Темплине.
В 1608 году он скончался от апоплексического удара в поездке из Шторкова в Берлин. Его наследником стал сын Иоанн Сигизмунд.

## Семья
Первая жена — Екатерина Кюстринская (1549—1602). В этом браке родились 11 детей:
- Иоганн Сигизмунд (1572—1619), курфюрст Бранденбурга, герцог Пруссии
- Анна Екатерина (1575—1612), супруга датского короля Кристиана IV
- Иоганн Георг (1577—1624), герцог Егерндорфа
- Август Фридрих (1580—1601)
- Альбрехт Фридрих (1582—1600)
- Иоахим (1583—1600)
- Эрнст (1583—1613)
- Барбара София (1584—1636), жена герцога Иоанна Фридриха Вюртембергского
- Кристиан Вильгельм (1587—1665), архиепископ Магдебурга, женат на принцессе Доротее Брауншвейг-Вольфенбюттельской (1596—1643), затем на графине Барбаре Эусебии фон Мартиниц (ум. 1656), затем на графине Максимилиане Сальм-Нейбургской (1608—1663)
- две дочери умерли во младенчестве (в 1576, в 1585/86)

Вторая жена — Элеонора Прусская (1583—1607). В этом браке родилась
- Мария Элеонора (1607—1675), жена Людвига Филиппа Пфальцского, сына Фридриха IV.

## Память
Большой памятник Иоахиму Фридриху работы Норберта Пфрецшнера на Зигесаллее в Берлине (22-я скульптурная группа) был разрушен во время Второй мировой войны. С 28 мая 2006 памятник курфюрсту можно видеть на площади Иоахимсплац в Иоахимстале.

## Источник
- Иоахим-Фридрих // Энциклопедический словарь Брокгауза и Ефрона : в 86 т. (82 т. и 4 доп.). — СПб., 1890—1907.